# Władysław Pilars de Pilar
Władysław Pilars de Pilar (ur. 3 marca 1874 w Opatówku w Kaliskiem, zm. 22 listopada 1952 w Chorzowie), polski poeta i historyk literatury, profesor Uniwersytetu Warszawskiego.
Był synem buchaltera w fabryce Adolfa Fiedlera w Opatówku Edwarda Gustawa Pilara (1834–1905), syna Johannesa Pilara i Anny Döring, i Walerii Ewy Grzankowskiej (1843–1933), bratem Marii Pilar (ur. 1874), Kazimierza Pilara (ur. 1881) i Stefanii Pilar (ur. 1905). Władysław Pilars de Pilar pochodził z rodziny Pilarów, wywodzącej się z Hiszpanii.
Był autorem Tragedii, poematu napisanego heksametrem poświęconego Napoleonowi z ilustracjami Zygmunta Grabowskiego, wydanego w 1927 (poemat ukazał się także w języku angielskim, francuskim i niemieckim). Inne utwory Władysława Pilars de Pilara to Symfonia Bałtyku, napisana wierszem w języku polskim, francuskim i angielskim. W nocie autorskiej zamieszczonej w Tragedii znajduje się informacja o kolejnych książkach przygotowanych do wydania: Życie dla sztuki i poemacie dramatycznym Augustus, którego akcja rozgrywa się w III wieku w Imperium rzymskim.
Władysław Pilars de Pilar był także profesorem literatury na Uniwersytecie Warszawskim, wiceprezesem Towarzystwa Poetyckiego i wiceprezesem Towarzystwa Szekspirowskiego.
Pilars poślubił Antonię Freiin von Oer (1872–1946), damę dworu księżniczki meklemburskiej Marii Antoniny i kuzynki cara Mikołaja II. W 1915 otrzymał nobilitację od cara Mikołaja II jako Baron Pilars de Pilar. Odziedziczył fabrykę i wioskę Struga pod Warszawą. Po spaleniu fabryki w Warszawie przez rewolucjonistów w 1906 rodzina Władysława wyjechała do Niemiec. On sam pozostał w Polsce. Zmarł 22 listopada 1952 w Chorzowie.